# Ippa dichorrhaga
Ippa dichorrhaga är en fjärilsart som beskrevs av Diakonoff 1948. Ippa dichorrhaga ingår i släktet Ippa och familjen äkta malar. Inga underarter finns listade i Catalogue of Life.